# Ulrich Otto von Dewitz
Ulrich Otto von Dewitz, född 1671, död 1723, var en dansk militär. Han var bror till Frantz Joachim von Dewitz.
Dewitz kom tidigt i dansk tjänst och tjänstgjorde länge vid den danska flottan i sjömakternas sold. 1708 blev han överste, och trädde liksom brodern i dansk tjänst efter det danska angreppet på Skåne 1709. Han utmärkte sig i slaget vid Gadebusch 1712 och slaget vid Stresow 1715, och befordrades 1714 till generalmajor. 1717 drog sig Dewitz tillbaka till Mecklenburg, och fick 1719 generallöjtnants avsked.